# Distretto di Notsuke
Il distretto di Notsuke (野付郡?) è uno dei distretti della Sottoprefettura di Nemuro, Hokkaidō, in Giappone.
Attualmente comprende il solo comune di Betsukai.